# Oscar Hold
Oscar Hold est un footballeur puis entraîneur anglais, né le 19 octobre 1918 à Carlton, Rothwell (près de Leeds, Angleterre) et mort le 11 octobre 2005 à Sunderland (Angleterre).

## Biographie
Il a évolué comme attaquant dans de nombreux clubs anglais dont principalement Norwich City de 1946 à 1949. Après avoir raccroché les crampons, il a été entraîneur de Doncaster Rovers Football Club en 1962, puis entraîneur du club turc Fenerbahçe SK de 1964 à 1965, et d'un club en Arabie Saoudite avant de devenir entraîneur du club chypriote Apollon Limassol pendant la saison 1973-74.